# Loud (album de Marwa Loud)
Pour les articles homonymes, voir Loud.
Albums de Marwa Loud
My Life
(2019)
Singles
1. Mi Corazón (DJ Sem feat. Marwa Loud)
Sortie : 2017
2. Mehdi
Sortie : 2017
3. Fallait pas
Sortie : 2017
4. Billet
Sortie : 2017
5. Gâché
Sortie : 2018
6. Sans vous
Sortie : 2018

Loud est le premier album studio de la rappeuse française Marwa Loud sorti le 9 mars 2018.

## Liste des titres
| No  | Titre                                | Compositeur(s)       | Durée |
| --- | ------------------------------------ | -------------------- | ----- |
| 1.  | Tu peux parier                       | Lartiste             | 3:08  |
| 2.  | Mehdi                                | Double X             | 2:45  |
| 3.  | Bad Boy                              | Double X             | 3:07  |
| 4.  | Cevi                                 | Lartiste             | 3:06  |
| 5.  | Ça y est (feat. Jul)                 | Double X             | 3:49  |
| 6.  | On y va                              | Double X             | 2:56  |
| 7.  | Je voulais (feat. Laguardia)         | H8MKRZ, Mr. Punisher | 3:04  |
| 8.  | Fallait pas                          | Lartiste             | 3:28  |
| 9.  | Qu'est-ce que t'as                   | Double X             | 2:38  |
| 10. | Gâché                                | Double X             | 2:59  |
| 11. | Sans vous                            | Double X             | 2:59  |
| 12. | Remontada                            | Double X             | 2:44  |
| 13. | Attilio                              | Lartiste             | 2:28  |
| 14. | Billet                               | Double X             | 2:59  |
| 15. | Fâché                                | Lartiste             | 2:20  |
| 16. | Mi Corazón (DJ Sem feat. Marwa Loud) | Sultan Nash, DJ Sem  | 3:01  |

## Clips vidéo
- Tu peux parier : 6 mai 2017
- Mi Corazón (DJ Sem feat. Marwa Loud) : 28 juin 2017
- Mehdi : 27 septembre 2017
- Fallait pas : 22 décembre 2017
- Billet : 9 mars 2018
- Je voulais (feat. Laguardia) : 11 mai 2018
- Bad Boy : 5 juillet 2018
- Qu'est-ce que t'as : 20 décembre 2018

## Titres certifiés en France
- Mehdi  Or[1]
- Billet  Platine[2]
- Bad Boy  Diamant[3]
- Fallait pas  Diamant[4]
- Ça y est (feat. Jul)  Or[5]
- Tu peux parier  Or[6]
- Je voulais (feat. Laguardia)  Or[7]
- Qu'est-ce que t'as  Platine[8]
- Mi Corazón (DJ Sem feat. Marwa Loud)  Diamant[9]

## Accueil commercial
Cet album est bien accueilli, ainsi que le single Fallait pas. Ce positionnement est significatif de la place prise en fin de la décennie 2010 par le rap et les musiques urbaines françaises : elles constituent, pour le jeune public, qui écoute majoritairement de la musique à partir des plates-formes de diffusion en ligne et de téléchargement, l'équivalent de la variété cinquante ans plus tôt,.

## Certifications et classements

### Classements
| Classement (2018)             | Meilleure position |
| ----------------------------- | ------------------ |
| Belgique (Flandre Ultratop)   | 63                 |
| Belgique (Wallonie Ultratop)  | 6                  |
| France (SNEP)                 | 2                  |
| Pays-Bas (Mega Album Top 100) | 37                 |
| Suisse (Schweizer Hitparade)  | 90                 |

### Certifications et ventes
| Région        | Certification | Ventes/Streams |
| ------------- | ------------- | -------------- |
| France (SNEP) | 2 × Platine   | 200 000        |